# 18. Unterseebootsflottille
A 18. Unterseebootsflottille foi uma unidade da Kriegsmarine que serviu durante a Segunda Guerra Mundial.

## Bases
| Janeiro de 1945 - Março de 1945 | Hela |

## Comandantes
| Comandante               | Data                            |
| ------------------------ | ------------------------------- |
| Korvkpt. Rudolf Franzius | Janeiro de 1945 - Março de 1945 |

## Tipos de U-Boot
Serviram nesta flotilha os seguintes tipos de U-Boots:
VIIC, UA e UD-4

## U-Boots
Foram designados ao comando desta Flotilha um total de 4 U-Boots durante a guerra:
U-1008, U-1161, U-1162 e UD-4